# Alexander von Pherai
Alexander von Pherai (altgriechisch Ἀλέξανδρος Aléxandros; † 358 v. Chr.) war Tyrann in der thessalischen Stadt Pherai, wo er von 369 bis 358 v. Chr. herrschte.
Nach der Ermordung des Tyrannen Jason von Pherai im Sommer des Jahres 370 v. Chr. übernahmen dessen Brüder Polydoros und Polyphron gemeinsam die Herrschaft. Polydoros wurde bald umgebracht, wahrscheinlich von Polyphron, dem damit die gesamte Macht zufiel. Doch Polyphron regierte nur rund ein Jahr; er fiel einem Staatsstreich Alexanders, eines Sohnes des Polydoros, zum Opfer. Damit gewann Alexander nicht nur die Stellung eines Tyrannen von Pherai, sondern auch das Amt des Tagos, eines Oberbeamten und faktischen Anführers des thessalischen Bundes, das schon seine Vorgänger innegehabt hatten. Dieses Amt hatte schon Polyphron im Sinne einer Tyrannis ausgeübt; er wollte nicht nur in Pherai, sondern in ganz Thessalien uneingeschränkt herrschen. Diese Anmaßung, die von Alexander fortgesetzt wurde, rief in den betroffenen Städten Widerstand hervor; Oppositionelle wandten sich mit der Bitte um Hilfe an König Alexander II. von Makedonien. Alexander II. besetzte daraufhin die thessalischen Städte Larisa und Krannon, aber nicht um sie zu befreien, sondern um sie selbst zu behalten. Darauf wandten sich die unterdrückten Thessalier an Theben, das seinen Feldherren Pelopidas nach Pherai schickte, der allerdings im Jahre 368 v. Chr. von Alexander gefangen genommen wurde. Theben schickte daraufhin Epaminondas mit einem großen Heer nach Pherai, um die Freilassung Pelopidas’ zu erzwingen, die dann auch gewährt wurde. 364 v. Chr. kam es zwischen Pherai und Theben erneut zum Krieg. Alexander wurde dabei in der Schlacht von Kynoskephalai geschlagen, die Thebaner verloren in der Schlacht allerdings ihren Feldherrn Pelopidas. Die Niederlage führte dazu, dass Alexander den Herrschaftsanspruch über Thessalien aufgeben und Pherai dem Böotischen Bund anschließen musste. 
358 v. Chr. wurde er von den Stiefbrüdern seiner Ehefrau Thebe (Tisiphonos, Lykophron II. und Peitholaos) auf deren Anstiften hin ermordet. Thebe, eine Tochter Jasons von Pherai aus dessen erster Ehe, behauptete, ihr Mann trachte ihr nach dem Leben; sie wollte ihm somit nach ihren Angaben zuvorkommen. Alexanders Tod markiert zugleich das Ende einer eigenständigen Rolle Thessaliens innerhalb der griechischen Staatenwelt. In den nächsten Jahren geriet Thessalien immer mehr in die Abhängigkeit des übermächtigen Nachbarn Makedonien.